# Tristan Roberti
Tristan Roberti, né le 10 février 1984 à Uccle, est un homme politique belge, membre d'Ecolo.

## Biographie
Tristan Roberti nait le 10 février 1984 à Uccle.
Lors des élections régionales de 2019, Tristan Roberti est élu député au Parlement de la région de Bruxelles-Capitale.